# Psycho White
Psycho White — спільний міні-альбом американського барабанщика Тревіса Баркера та його співвітчизника, репера Yelawolf, виданий 13 листопада 2012 р. 12 вересня Yelawolf опублікував через свій Твіттер-акаунт посилання на безкоштовне завантаження синглу «Push 'Em». Того ж дня було оприлюднено обкладинку релізу та відео процесу її створення. Міні-альбом дебютував на 50-ій сходинці чарту Billboard 200 з результатом у 11 тис. проданих копій за перший тиждень.
У липні 2013 оприлюднили ремікс Баркера й Стіва Аокі на «Push 'Em».

## Список пісень
| #  | Назва                                                  | Автор                                                | Продюсер      | Тривалість |
| -- | ------------------------------------------------------ | ---------------------------------------------------- | ------------- | ---------- |
| 1. | «Push 'Em» (дод. вокал: Skinhead Rob та Tim Armstrong) | Тревіс Баркер, Майкл Ета                             | Travis Barker | 3:13       |
| 2. | «6 Feet Underground» (з участю Tim Armstrong)          | Тревіс Баркер, Майкл Ета, Тім Армстронґ              | Travis Barker | 4:48       |
| 3. | «Funky Shit»                                           | Тревіс Баркер, Майкл Ета                             | Travis Barker | 3:39       |
| 4. | «Whistle Dixie»                                        | Тревіс Баркер, Майкл Ета                             | Travis Barker | 3:01       |
| 5. | «Director's Cut (Michael Myers & Superman)»            | Тревіс Баркер, Майкл Ета, Кевін Бівона, Давон Паркер | Travis Barker | 4:46       |

## Учасники
- Тім Армстронґ — гітара
- Тревіс Баркер — програмування ударних, барабани
- Кевін Бівона — клавішні
- Браян «Big Bass» Ґарднер — мастеринг
- Кріс Голмс — звукорежисер
- Mix Master Mike — скретчі
- Ніл Г. Поуґ — зведення
- Лоуренс Вавра — менеджмент
- Фрако Вескові — оформлення
- Дженніґер Вінмен — рекламний аґент